# Alan Gilzean
Alan John Gilzean (Coupar Angus, 1938. október 22. – Glasgow, 2018. július 8.) válogatott skót labdarúgó, csatár, edző.

## Pályafutása

### Klubcsapatban
1957 és 1964 között a Dundee FC játékosa volt. Tagja volt az 1961–62-es bajnokcsapatnak. Ebben az idényben és két évvel később is a bajnokság gólkirály lett. 1959-ben egy rövid ideig az angol Aldershot Town labdarúgója volt kölcsönben. 1964 és 1974 között az angol Tottenham Hotspur csapatában szerepelt. 1967 angol kupát, 1972-ben UEFA-kupát nyert a csapattal. Emellett két ligakupagyőzelmet szerzett a Spurs-szal. 1974–75-ben a dél-afrikai Highlands Park csapatában fejezte be az aktív labdarúgást.

### A válogatottban
1961 és 1962 között három alkalommal szerepelt a skót U21-es válogatottban. 1963 és 1971 között 22-szer lépett pályára skót válogatottban és 12 gólt szerzett.

### Edzőként
1975–76-ban az angol Stevenage Athletic vezetőedzője volt.

## Sikerei, díjai
Dundee FC
- Skót bajnokság
  - bajnok: 1961–62
  - gólkirály (2): 1961–62, 1961–64

 Tottenham Hotspur
- Angol kupa (FA Cup)
  - győztes: 1967
- Angol kupa (League Cup)
  - győztes (2): 1970–71, 1972–73
- UEFA-kupa
  - győztes: 1971–72